# Мантейфель, Пётр Александрович
Пётр Александрович Манте́йфель (1882—1960) — русский и советский зоолог-натуралист. Заслуженный деятель науки РСФСР (1958), лауреат Сталинской премии второй степени (1941). Представитель рода Цёге фон Мантейфель.

## Биография
П. А. Мантейфель родился в Москве, в семье потомственного дворянина, писателя и музыканта Александра Петровича Цёге фон Мантейфеля, выпускника историко-филологического факультета Императорского Московского университета, служащего Московского архива Министерства иностранных дел, в отставке в течение 30 лет бывшего уездным мировым судьей. Детство Петра Мантейфеля прошло в усадьбе Вихрово Серпуховского уезда Московской губернии. В 1902 году он окончил московское реальное училище К. П. Воскресенского и поступил в Петровскую сельскохозяйственную академию.
4 сентября 1905 года «потомственный дворянин Пётр Александрович Цёге фон Мантейфель» был обвенчан с «дочерью надворного советника» Я. Я. Никитинского, профессора Императорского Московского технического училища, крупнейшего специалиста по технологии пищевых производств, Александрой Яковлевной, впоследствии микробиологом, доцентом МГУ (во втором браке — с 1940 г. — женой академика В. Н. Шапошникова). 26 апреля 1907 г. родился сын Борис, также видный советский биолог.
Кроме занятий в академии Пётр Мантейфель посещал лекции М. А. Мензбира в Московском университете, выступления К. А. Тимирязева в Политехническом музее, ездил в экспедиции по Средней Азии и центральной полосе России. Окончив академию с отличием в 1910 году, Мантейфель получил специальность агронома-почвоведа и был оставлен при кафедре В. Р. Вильямса. Вскоре его призывают на военную службу. Получив чин прапорщика, Мантейфель вернулся в академию, но в 1914 году прямо из научной экспедиции был мобилизован на фронт и на долгие годы был вынужден прервать научную деятельность.

### Работа в Зоопарке

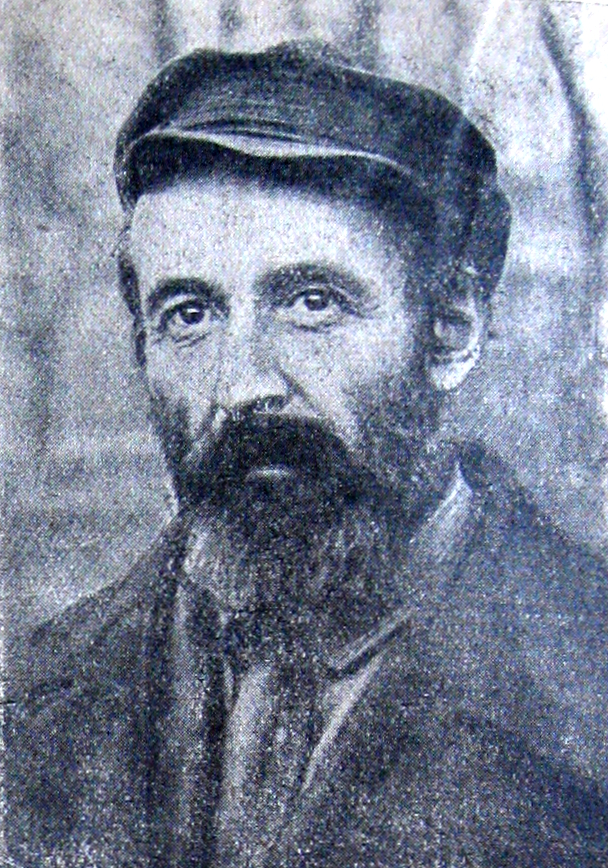
П. А. Мантейфель в год 10-летия КЮБЗа. Фото из журнала "Юный Натуралист

В 1924 году директор Московского зоопарка М. М. Завадовский приглашает Мантейфеля возглавить орнитологическую секцию, затем его назначают заместителем директора по научной части. В зоопарке П. А. Мантейфель стал одним из организаторов и душой знаменитого КЮБЗа — Кружка юных биологов зоопарка, проявив себя энтузиастом и талантливым педагогом. Среди воспитанников «дяди Пети», как звали его все кюбзовцы, немало известных ученых, зоологов-практиков, писателей-анималистов: Николай Калабухов, Елена Ильина, Александр Кузякин, Вера Чаплина, Борис Мантейфель, Лев Капланов, Сергей Фолитарек, братья Владимир и Юрий Гринберги, Гордей Бромлей, Юрий Исаков, Андрей Банников, Валент Кучерук, Сергей Корытин и др.
Работая в зоопарке, Пётр Александрович заложил основы экспериментального метода изучения биологии животных, широко привлекая к этой работе кюбзовцев. Одним из выдающихся достижений П. А. Мантейфеля и его учеников стали успешные опыты 1928—1929 годов по разведению соболя в неволе. За работы по разведению соболя в 1935 году П. А. Мантейфелю была присвоена ученая степень кандидата биологических наук.
В 1934—1937 годах Мантейфель регулярно выступал на страницах «Известий» со статьями, очерками и заметками по зоопарковской и общезоологической тематике.

### Педагогическая и научная работа
В конце 1937 года Мантейфель был вынужден покинуть зоопарк после неудачной попытки группы работников сместить нового директора Л. В. Островского. Ещё с 1929 года Пётр Мантейфель читал лекции в Московском пушно-меховом институте, где он и возглавил кафедру биологии и систематики охотничье-промысловых животных и биотехнии в 1936 году (профессор с 1935 года). С 1948 года по 1955 год Мантейфель был заместителем директора по научной работе Всесоюзного научно-исследовательского института охотничьего промысла (ВНИО) и параллельно вёл работу в Президиуме Всероссийского общества охраны природы.
Помимо научных работ, Мантейфель написал несколько научно-популярных книг: «Рассказы натуралиста» (1937), «В тайге и в степи. Очерки и рассказы» (1939), «Заметки натуралиста» (1961). В одном из своих рассказов Константин Паустовский писал о Петре Мантейфеле: «…нет такого другого знатока и любителя в Советском Союзе. Просто волшебный старик!»
Пётр Мантейфель умер 24 марта 1960 года, похоронен на Люблинском кладбище в Москве.

## Избранные книги и статьи

«Рассказы натуралиста», М-Л., 1937. Художник А. Н. Комаров

П. А. Мантейфель является автором ряда книг и более чем трёхсот статей
- Размножение соболей и куниц в Московском зоопарке // Пушное дело, № 7, 1929
- Рассказы натуралиста (1937)
- Кондо-Сосьвинский госзаповедник // В тайге и в степи. Очерки и рассказы, Свердловск (1939)
- Заметки натуралиста (1961)

## Награды и премии
- Сталинская премия второй степени (1941) — за участие в качестве научного консультанта в создании научно-популярного фильма «Сила жизни» (1940)
- заслуженный деятель науки РСФСР (27.03.1958)
- два ордена и медали